# Joan Caulfield
Joan Caulfield, född 1 juni 1922 i West Orange, New Jersey, död 18 juni 1991 i Los Angeles, Kalifornien, var en amerikansk skådespelare och fotomodell. Hon inledde sin karriär på Broadway och hade där framgång i pjäsen Kiss and Tell 1943. Sedan kom hon till Hollywood där hon under senare delen av 1940-talet hade kontrakt hos Paramount Pictures.
Joan Caulfield har en stjärna på Hollywood Walk of Fame för arbete inom television vid adressen 1500 Vine Street.

## Filmografi, urval
- 1946 – Monsieur Beaucaire
- 1947 – Han kom genom brevlådan
- 1947 – Icke misstänkt
- 1947 – Välkommen, främling!
- 1948 – Livat på vischan
- 1948 – Män utan heder
- 1955 – När regnet kom
- 1987 – Mord och inga visor (TV-serie) (gästroll)